# Idaea chimaeraria
Idaea chimaeraria là một loài bướm đêm trong họ Geometridae.